# ウェクシッラティオ
ウェクシッラティオ (Vexillatio) とは、ローマ軍団の一部から編成される一時的な別動部隊。この名称はローマ軍で使われていたウェクシルムにちなんだものであり、この別働部隊も元の軍団の紋章が描かれていた。
元の軍団と関係が深いものではあるが、ウェクシッラティオはアウクシリアも含めて編成されたらしいことが分かっている。この用語が単数で描かれている場合、単数扱いであるが、往々にして複数扱いとして記録に残っており、その場でやりくりして選抜された部隊であったことがうかがえる。ウェクシッラティオはローマ国境前線の危機に応するため、内戦を戦うため、または帝国周辺への攻撃を受け持つために招集された。規模と構成はまちまちではあるが、普通は1000人の歩兵と500の騎兵で構成される。